# 新潟県運転免許センター
新潟県運転免許センター（にいがたけんうんてんめんきょセンター）は、新潟県北蒲原郡聖籠町東港七丁目に所在する新潟県警察の運転免許試験場である。

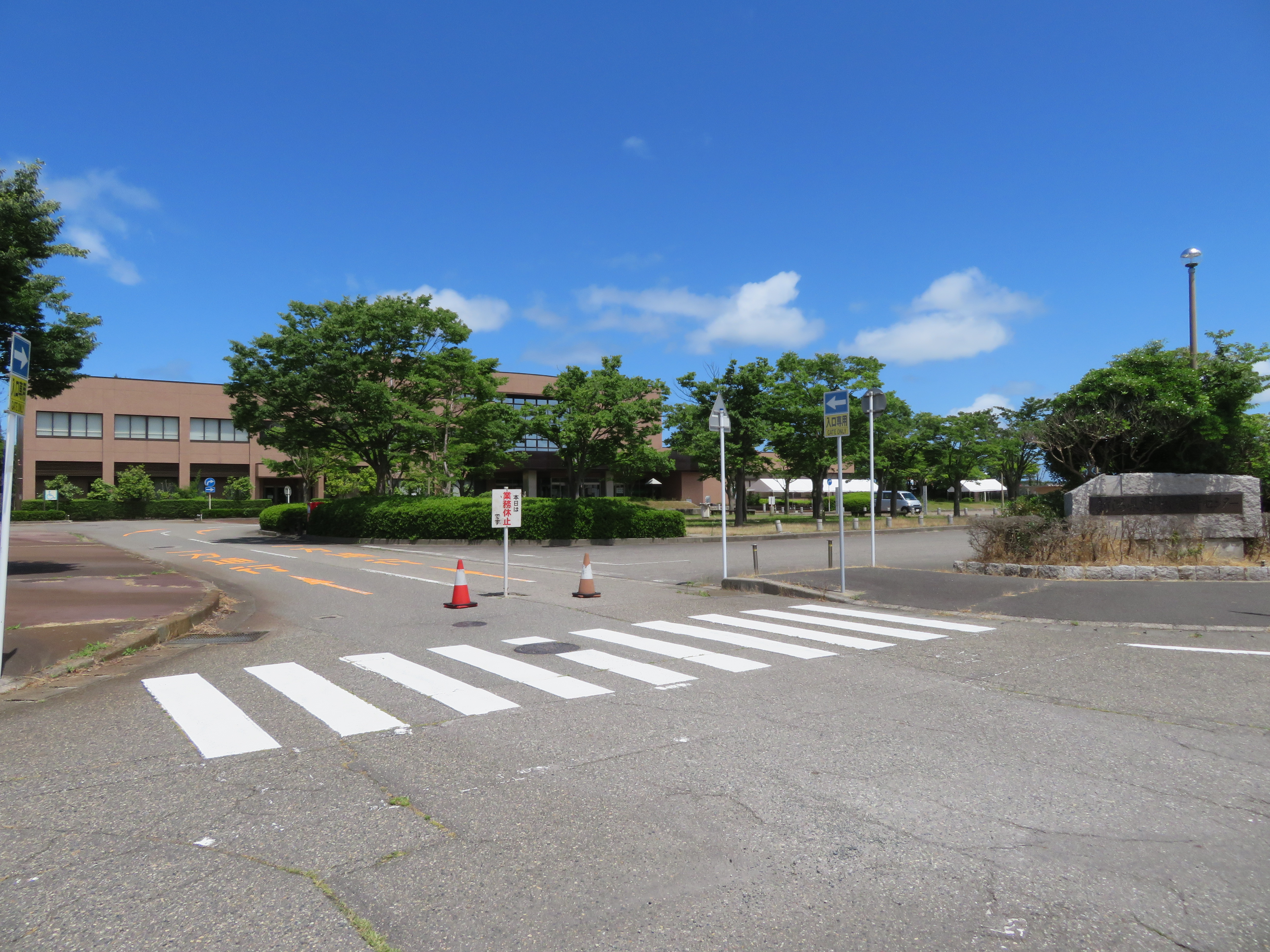
新潟県運転免許センター

## 概要
1989年（平成元年）5月、西蒲原郡黒埼町大字山田（現新潟市西区山田）に所在した旧新潟県運転免許試験場が老朽化し手狭になったのに伴い、現在地に移転し現名称に改称した。旧試験場は建造物を解体・撤去した後、道の駅新潟ふるさと村の建設用地に充当された。
県内の運転免許センターはこの他、長岡市に長岡支所、上越市に上越支所、佐渡市に佐渡支所の計3か所の支所を設けて業務を行っている。

## 所在地
新潟県北蒲原郡聖籠町東港七丁目1番地1

## 周辺
- 新潟港東港区（新潟東港）
- 新潟聖籠スポーツセンター（アルビレッジ）
- 新潟聖籠病院
- PLANT-4

## 交通
- 新潟駅南口バスターミナル3番線から新潟交通バス「急行 新新バイパス経由 免許センター」行で終点「免許センター」下車すぐ
- このほか、聖籠エコミニバスのバス停が徒歩10～20分圏内に複数ある（新発田駅方面からは「山ノ口」、佐々木駅方面からは「新潟聖籠病院」が最寄り）[1]。
- 国道7号（新新バイパス）蓮野ICから車で約5分